# إدوارد بيشوب (لاعب كريكت)
إدوارد بيشوب (بالإنجليزية: Edward Bishop)‏ (4 أغسطس 1872 - 16 فبراير 1943 في أستراليا) هو لاعب كريكت أسترالي. لعب مع فريق غرب أستراليا للكريكت ‏.

## وصلات خارجية
- إدوارد بيشوب على موقع إي آس بي آن كريك إنفو (الإنجليزية)